# Ткач Полікарп Ілліч
Полікáрп Іллі́ч Ткач (нар. 18 грудня 1936) — голова Вінницької обласної ради (1992—1994), народний депутат 12(1) скликання.

## Життєпис
Народився 18 грудня 1936 року в селі Цимбалівка Проскурівського округу в селянській сім'ї. Українець; одружений; має дітей.
Освіта: Харківський юридичний інститут (1964), юрист.
З 1954 — столяр, Хмельницька меблева фабрика.
З 1957 — на комсомольській роботі в Хмільницькому районі Вінницької області. З 1970 — голова виконкому, Іллінецька райрада Вінницької області. З 1973 — 1-й секретар Козятинського РК КПУ Вінницької області. З 1985 — голова комітету народного контролю Вінницької області. З квітня 1990 — голова Вінницького обласного комітету народного контролю.
У березні 1990 року вибраний депутатом Вінницької обласної Ради від Росошанського виборчого округу № 122. З січня 1991 — заступник голови, квітень 1992 — липень 1994 — голова Вінницької облради. Потім заступник голови Вінницької облради з виконавчої роботи.
Народний депутат України 12 скликання з грудня 1992 (2-й тур) до квітня 1994, Вінницький виборчий округ № 31, Вінницької області. Член Комісії з питань діяльності рад народних депутатів, розвитку місцевого самоврядування. Група «Рада».
З 1994 — 1-й секретар, Посольство України в Російській Федерації, березень 1994 — кандидат у народні депутати України, Козятинський виборчий округ № 57, Вінницька область, висунутий трудовим колективом, 1-й тур — 7,53 %, 5 місце з 6 претендентів.
Член КПРС (1957—1991). Нагороджений двома орденами Трудового Червоного Прапора.